# Drumul spre El Dorado
Drumul spre El Dorado este un film american din 2000 de animație de aventuri muzical și de comedie produs de DreamWorks Animation și distribuit de DreamWorks Pictures. A fost regizat de Eric "Bibo" Bergeron și Don Paul; Will Finn și David Silverman au regizat secvențe suplimentare. Vedetele filmului sunt Kevin Kline, Kenneth Branagh, Rosie Perez, Armand Assante, Roger Rees și Edward James Olmos. Coloana sonoră include melodii ale lui Elton John și Tim Rice, precum și ale compozitorilor Hans Zimmer și John Powell. 
Filmul urmărește doi artiști, care după ce obțin harta către El Dorado evadează din Spania. După ce ajung în Lumea Nouă, ei folosesc harta pentru a găsi El Dorado, unde locuitorii îi consideră eronat zei. Lansat la 31 martie 2000, The Road to El Dorado a încasat 76,4 milioane de dolari la nivel mondial la  un buget de 95 de milioane de dolari . 
Scenariul este bazat pe „Omul care voia să fie rege”, o carte a lui Rudyard Kipling. 

## Complot
În 1519 , în Spania , artiștii escroci Miguel și Tulio câștigă o hartă către legendarul oraș de aur, El Dorado , într-un joc de zaruri trucat (deși în mod ironic câștigă harta destul de bine după ce lui Tulio i s-au dat zaruri normale de la unul dintre adversari). După ce escrocheria lor este dezvăluită, cei doi se eschivează de paznici și se strâng accidental pe una dintre navele care urmează să fie conduse de conchistadorul Hernán Cortés pentru Lumea Nouă . Pe mare, sunt prinși și întemnițați, dar se eliberează și fură o barcă cu vâsle cu ajutorul calului maltratat al lui Cortés, Altivo.
Barca lor ajunge pe uscat, unde Miguel începe să recunoască repere de pe hartă, conducându-i către un marcator totem lângă o cascadă despre care Tulio o crede că este o fundătură. În timp ce se pregătesc să plece, întâlnesc o femeie nativă , Chel, urmărită de gardieni. Când gardienii îi văd pe Tulio și Miguel călărind pe Altivo așa cum este descris pe totem, îi escortează pe ei și pe Chel la o intrare secretă din spatele cascadei, în El Dorado. Ei sunt aduși la bătrânii orașului, șeful Tannabok cu inima bună și marele preot rău Tzekel-Kan. Perechea este confundată cu zei atunci când un vulcan erupe întâmplător, dar se oprește simultan în timpul unei certe între ei și li se oferă camere luxoase, împreună cu încărcătura lui Chel. Ea descoperă că cei doi îi înșelează oamenii, dar promite să tacă dacă o vor lua cu ei când vor părăsi orașul. Cei doi sunt plini de cadouri de aur de la Tannabok, dar dezaprobă încercarea lui Tzekel-Kan de a sacrifica un civil la ritualul zeilor. Între timp, Cortés și oamenii săi ajung la pământ.
Tulio și Miguel îi instruiesc pe Tannabok să le construiască o barcă, astfel încât să poată părăsi orașul cu toate cadourile care le-au primit, sub șmecheria că e nevoie de ei înapoi în „lumea cealaltă”. Chel se apropie romantic de Tulio, iar Miguel explorează orașul, ajungând să aprecieze viața pașnică îmbrățișată de cetățeni; când Tzekel-Kan îl vede pe Miguel jucând un joc de minge cu copiii, el insistă ca „zeii” să-și demonstreze puterile împotriva celor mai buni jucători ai orașului. Tulio și Miguel sunt depășiți, dar Chel înlocuiește mingea cu un armadillo, permițându-le să câștige. Miguel scutește ritualul de a sacrifica echipa învinsă și îl mustră pe Tzekel-Kan, spre aprobarea mulțimii și câștigând respectul lui Tannabok. Tzekel-Kan observă că Miguel a primit o tăietură în timpul jocului și își dă seama că perechea nu sunt zei, deoarece zeii nu sângerează, de aici și motivul sacrificiilor. După aceea, Miguel, care până atunci s-a gândit să părăsească orașul, îl aude pe Tulio spunându-i lui Chel că și-ar dori ca ea să vină cu ei în Spania, înainte de a adăuga că și-ar dori ca ea să vină în mod special cu el și să-l uite pe Miguel - încordând relația dintre cei doi. Două. La o petrecere organizată pentru ei, Miguel și Tulio încep să se ceartă despre conversația lui Tulio și Chel și despre dorința lui Miguel de a rămâne când Tzekel-Kan evocă un jaguar de piatră uriaș să-i gonească prin tot orașul. Tulio și Miguel reușesc să-l depășească pe jaguar, făcându-l și pe Tzekel-Kan să cadă într-un vârtej uriaș , considerat de către nativi a fi intrarea în Xibalba , lumea spiritelor. Tzekel-Kan iese apoi la suprafață în junglă, unde îl întâlnește pe Cortés și oamenii săi. Crezând că Cortés este adevăratul zeu, Tzekel-Kan se oferă să-l conducă la El Dorado.